# Victorina Durán
Victorina Durán (Madrid, 12 de desembre de 1899 - ibid. 10 de desembre de 1993) fou una escenògrafa i figurinista espanyola, catedràtica d'Indumentària i Escenografia del Conservatorio Nacional, pintora avantguardista associada al surrealisme dels anys vint i trenta. Després del seu exili a l'Argentina, fou directora del Teatro Colón de Buenos Aires.

## Biografia
Nascuda en una família burgesa, tradicionalista i culta (propietaris de l'abonament número 1 del Teatro Real), Victorina Duran era filla de Genoveva Cebrián Fernández, una ballarina d'aquest teatre, i de José Durán Lerchundi, un militar de professió. També era neta d'Encarnación Fernández, membre del cos coreogràfic del Teatre Principal de València.
En ser rebutjada per la família la seva voluntat de ser actriu, es va consolar amb estudiar dibuix i pintura a l'Escola Especial de Pintura, Escultura i Gravat de Madrid. Paradoxalment, això la duria a conèixer i intimar amb personatges com Salvador Dalí, Remedios Varo, Maruja Mallo, Matilde Calvo Rodero i Rosa Chacel. Així, després de completar els seus estudis a la Real Academia de Bellas Artes de San Fernando de Madrid entre 1917 i 1926, guanyà l'any 1929 la càtedra d'Indumentària i Art Escenogràfic, essent la primera dona que obtenia aquest càrrec a Espanya.
Abans de completar els estudis ja havia treballat com a docent de Dibuix a l'Escola Normal de Mestres de Madrid (1918-1920). El curs 1932-1933 fou professora de la Residència de Señoritas, institució de la qual, el 1925, havia rebut Durán una beca per estudiar a París.
Abans d'accedir a aquest càrrec, Victorina Durán destacà com a artista del bàtik -una tècnica d'estampació tèxtil que prové de l'illa de Java i consisteix a pintar teles aplicant diverses capes de cera i de tint- amb què obtingué importants premis tant a nivell nacional com a l'exterior i va formar part de la delegació espanyola a la Gran Exposició d'Arts Decoratives de París de 1925. Un any després formà part del grup de dones intel·lectuals i artistes reunit per María de Maeztu per fundar el Lyceum Club Femenino de Madrid, del qual va ser sòcia fundadora (context en el qual fou una peça clau en el desenvolupament del Círculo Sáfico de Madrid).
A més a més, treballà amb Rivas Cherif en la creació del TEA (Teatro Escuela de Arte) de Madrid, i realitzà vestuaris i decorats per a les companyies de Margarida Xirgu, Federico García Lorca i Irene López Heredia; també creà ambientacions i decorats per a diverses pel·lícules espanyoles de l'època.
Com a decoradora i escenògrafa de l'escena espanyola de la dècada de 1930, Victorina Durán s'alliberà de "l'arqueologisme de l'escola naturalista", tot creant una innovadora barreja d'"avantguarda i costumisme popular". Escriví respecte a les seves idees estètiques renovadores en una sèrie d'articles, publicats en els diaris La Voz i La Libertad, entre 1935 i 1936, sota el títol genèric d'Escenografía y vestuario.
Després d'esclatar la Guerra civil espanyola, al 1937 acompanyà Margarida Xirgu al seu exili americà. Victorina Durán va arribar a l'Argentina a bord del Lipari amb la seva companya María del Carmen Vernacci. Mentre residí a l'Argentina, es van relacionar amb Victoria Ocampo, Ana Berry, María Rosa Oliver, Laura Boraschi Tona o Elena Fortún. En aquest país va reprendre l'activitat escenogràfica, inicialment al Teatre Ateneo i el Teatre Maravillas, i després va desenvolupar de forma simultània el càrrec de directora artística dels teatres Colón i Cervantes. En col·laboració amb Susana de Aquino creà l'associació cultural La Cuarta Carabela, Agrupación Hispánica de Siete Artes, el Grupo Teatro Indígena, i va col·laborar com a figurinista amb la coreògrafa Mercedes Quintana. Interessada també en l'art oriental, va fundar, el 1949, la Societat d'Amigos del Arte Oriental, que originaria més tard el Museu Nacional d'Art Oriental de Buenos Aires.
Com a pintora exposà a l'Uruguai, Brasil, Xile, Alemanya, França, entre d'altres països.
Trencà el seu exili al 1949 per col·laborar amb Dalí a l'obra Don Juan Tenorio, que dirigí Luis Escobar Kirkpatrick al Teatro Nacional de España. A partir d'aquesta data, viatjà amb freqüència a Europa (en especial a París i a Madrid), i a la dècada de 1980 es va instal·lar de forma definitiva a la capital espanyola.
Morí a Madrid als 93 anys. En el seu epitafi figura la següent llegenda: «No sé si habré dejado de amar por haber muerto o habré muerto por haber dejado de amar». En les seves memòries deixà expressada la seva «apasionada militancia en el lesbianismo en el contexto de una España rancia e intolerante».

## Enllaços extens
- Eva Moreno Lago: “Victorina Durán: figurinista y surrealista en el teatro español del ´27”
- Balló, Tània; Jiménez, Manuel; Torres, Serrana. «Las Sinsombrero 3. El exilio». RTVE, 2021. [Consulta: febrer 2024].